# Émile Lahoud
Generaal Émile Jamil Lahoud (Arabisch:اميل لحود) (Baabdat, 12 januari, 1936) was van 1998 tot en met 23 november 2007 president van Libanon.
Émile Lahoud stamt uit een vooraanstaande Maronitische familie. Zijn vader, generaal Jamil Lahoud, was bevelhebber in de strijdkrachten tijdens het Franse mandaat over Libanon. Vader Lahoud speelde een hoofdrol bij de actie voor de onafhankelijkheid en liet als eerste commandant de nationale vlag hijsen tijdens het appel. Hij richtte in 1941 een oproep tot alle officieren om alleen het Libanese opperbevel te gehoorzamen.
Zo ontliep hij een keuze tussen de Franse regering in Vichy en het Comité van Vrije Fransen van generaal De Gaulle.
Jamil Lahoud was nauw bevriend met generaal Foead Chehab, de derde president van de republiek. In de jaren 60 was hij parlementslid en minister van sociale zaken. In het clansysteem van de Libanese politiek wordt ook zoon Emile tot de "Chehabisten" gerekend.
Lahoud jr. koos voor de marine en ontving zijn opleiding onder andere in Groot-Brittannië en de Verenigde Staten. Hij was commandant over enkele oorlogsbodems en vervolgens over enkele smaldelen van de vloot, voordat hij opklom tot hoge functies bij de generale staf en op het ministerie van defensie.
Tijdens de Libanese burgeroorlog (1975 - 1990) werd de rol van het regeringsleger teruggedrongen tot in de enclave Oost-Beiroet. Toen de opperbevelhebber Michel Aoun weigerde mee te werken aan de uitvoering van het vredesakkoord van Taif, benoemde de pro-Syrische regering Lahoud tot opperbevelhebber. Hij wist in de loop van 1990 zijn gezag uit te breiden, totdat hij op 13 oktober met Syrische luchtsteun de christelijke enclave veroverde. Aoun moest in ballingschap gaan en keerde pas in mei 2005 terug uit Parijs.
Het geregelde Libanese leger nam onder het bevel van Emile Lahoud op 3 december 1990 posities in geheel Groot-Beiroet in, nadat verschillende Libanese milities zich op bevel van president Elias Hrawi uit het gebied hadden teruggetrokken. In de volgende maanden bracht Lahoud ook de rest van Libanon onder controle van de regering. De burgeroorlog was ten einde.
Émile Lahoud schiep de rust waarin na 20 jaar een nieuw parlement en na 35 jaar nieuwe gemeenteraden konden worden gekozen. Bezoeken van de Paus en van de Franse president verliepen in alle rust.
Achter de schermen echter bleef Syrië de gang van zaken in Beiroet bepalen. Toen de ambtstermijn van hun vertrouweling Hraoui als president van Libanon afliep, zetten zij het Libanese parlement onder druk om deze met drie jaar te verlengen. Toen er in 1998 dan toch een opvolger moest worden gevonden, schoven ze opperbevelhebber Lahoud naar voren. Daartoe moest de grondwet worden gewijzigd, want die verbood de kandidatuur van een legerchef. Premier Rafik Hariri verzette zich tevergeefs, en trad af.
Op 24 november 1998 begon Lahoud aan zijn termijn als elfde president van Libanon. Anderhalf jaar werkte hij samen met de pro-Syrische premier Selim el-Hoss, maar in mei 2000 verloor deze met vernietigende cijfers de parlementsverkiezingen. De premier keerde zelfs niet terug in het parlement, hetgeen werd uitgelegd als een afkeuring door de bevolking van Lahouds beleid. Hariri was de grote overwinnaar, en de president moest hem wel accepteren als regeringsleider. Hun opvattingen en persoonlijkheden bleven echter botsen.

## Herbenoeming
In de zomer van 2004 herhaalde zich de situatie van 1995. De ambtstermijn van Lahoud zou in november verstrijken, maar Syrië "moedigde de Libanese leiders aan" om er drie jaar aan toe te voegen. Op 2 september sprak de Veiligheidsraad van de Verenigde Naties zich uit tegen een verlenging van het mandaat van Lahoud. Ook de machtige Maronitische patriarch Sfeir van Beiroet protesteerde heftig. De tegenstribbelende Hariri werd echter "overtuigd" door de belangrijkste Syrische vertegenwoordiger in Libanon, inlichtingenchef Rustum Ghazale. Hij werkte mee aan een grondwetswijziging. Daarna trad hij af.
De onrust in het land nam de proporties aan van een volksopstand, toen ex-premier Hariri op 14 februari 2005 bij een uiterst professioneel uitgevoerde aanslag om het leven kwam. Sindsdien werd behalve het vertrek van de Syrische troepen en veiligheidsdiensten, ook dat van president Lahoud geëist.
Bij verschillende groepen is Lahoud niet populair, omdat zij hem als een handlanger van Syrië zien. Syrië heeft zijn ongeveer 15.000 soldaten in april 2005 uit Libanon teruggetrokken, maar volgens de oppositie trekt de grote buur achter de schermen nog altijd aan de touwtjes. En volgens haar hangt aan een van die touwtjes Lahoud...
Het Libanese parlement slaagde niet tijdig in de verkiezing van een opvolger van Lahoud. De pro-Syrische oppositie boycotte de zittingen van het parlement, zodat het vereiste quorum niet kon worden behaald. Op de avond van 23 november 2007, de laatste dag van zijn verlengde termijn, droeg Lahoud zijn bevoegdheden over aan de strijdkrachten. Volgens de grondwet zou de regering van Fouad Siniora de presidentiële functies moeten waarnemen. Maar Lahoud vond dat door het aftreden van de Sjiitische ministers de regering ongrondwettelijk was geworden. Na maanden van politiek geruzie en gevechten werd in mei 2008 legerleider Michel Suleyman gekozen tot de nieuwe president van Libanon.

## Familie
Émile Lahoud is getrouwd met de Armeense Andrée Amandouny en heeft drie kinderen:
- Kareen Lahoud (°1969) — getrouwd met minister van Defensie Elias al-Murr, zoon van oud-vicepremier en oud-minister van Binnenlandse Zaken Michel al-Murr.
- Émile Émile Lahoud (°1975) — lid van de Nationale Vergadering voor het district Noord-Metn tot 2005.
- Ralph Lahoud (°1977).

Ook is Émile Lahoud een oom van de zangeres Aline Lahoud en neef van Nassib Lahoud een bekende oppositieleider.

Béchara el-Khoury · Camille Chamoun · Fouad Chéhab · Charles Hélou · Soleimane Frangié · Elias Sarkis · Amin Gemayel · Elias Hraoui · Émile Lahoud · Michel Suleyman · Michel Aoun
Vermoorde presidenten: Bashir Gemayel (1982) · René Moawad (1989)